# 오이케촌
오이케촌(일본어: 大池村)은 일본 시즈오카현의 서부, 사야군, 오가사군에 속했던 촌이다. 현재의 덴류하마나코 철도 덴류하마나코선 니시카케가와역의 주변에 해당한다.

## 역사
- 1889년 4월 1일 - 정촌제 시행에 의해 사야군 오이케촌이 성립하였다.
- 1896년 4월 1일 - 군제 시행에 의해 오가사군 오이케촌이 되었다.
- 1925년 8월 20일 - 가케가와정에 편입해, 동일 오이케촌은 폐지되었다.

## 교통

### 철도
현재는 덴류하마나코 철도 덴류하마나코선(개통 당시에는 일본국유철도 니마타선)의 니시가케가와역이 있지만, 당시에는 미개통 상태였다.

### 도로
- 국도 제1호선

## 참고문헌
- 가도카와 일본 지명 대사전 22 静岡県